# Los Ajos
Los Ajos är en ort i Mexiko.   Den ligger i kommunen Tantoyuca och delstaten Veracruz, i den sydöstra delen av landet, 220 km nordost om huvudstaden Mexico City. Los Ajos ligger 137 meter över havet och antalet invånare är 952.
Terrängen runt Los Ajos är platt. Runt Los Ajos är det ganska tätbefolkat, med 83 invånare per kvadratkilometer. Närmaste större samhälle är Tantoyuca, 19,4 km norr om Los Ajos. Trakten runt Los Ajos består till största delen av jordbruksmark.